# Emmanuel Rousseau
S.E. Fra' Emmanuel Frédéric Gérard Rousseau (Nancy, 30 giugno 1969) è un religioso e ministro del Sovrano Militare Ordine di Malta francese, dal 3 settembre 2022 Gran Commendatore.

## Storia

### Giovinezza e formazione
Nasce a Nancy il 30 giugno 1969 e passa la giovinezza tra l'Italia, la Mosella e il Giura per poi trasferirsi a Parigi per frequentare il liceo Henri IV ed in seguito l'École nationale des chartes laureandosi nel 1996 ed ottenendo il diploma di paleografo con una tesi sui sigilli delle prime cinque case dell'Ordine cistercense per poi perfezionare la sua istruzione presso l'École nationale du patrimoine.
Dopo diversi anni di scautismo nel 1986 entra come volontario nel ramo francese del Sovrano Militare Ordine di Malta nella delegazione del 7° arrondissement che in seguito guiderà.

### Attività lavorativa
Dal 1997 al 2006 lavora presso l'archivio nazionale di Parigi mentre dal 2007 al 2010 dirige gli archivi dipartimentali di Eure-et-Loir per ritornare in seguito a quelli di Parigi e dal 2012 al 2023 diventando direttore delle collezioni di quest'ultimo.
Durante questo periodo, dal 1998 inizia i pellegrinaggi a Lourdes ove sente la vocazione per la quale nel 2003 verrà ammesso all'ordine.

### Ordine di Malta
Nel 2006 entra nel noviziato, nel 2009 viene ammesso al Sovrano Consiglio del Sovrano Militare Ordine di Malta ed emette i voti solenni l'11 maggio 2011, venendo rieletto nel 2014 e nel 2019. In questo periodo altresì cura la biblioteca del Palazzo Magistrale e scrive alcuni libri sull'Ordine.
Dal 3 settembre 2022 è Gran Commendatore del Sovrano Militare Ordine di Malta, venendo riconfermato per ulteriori 6 anni dal Capitolo Generale straordinario il 27 gennaio 2023.

## Pubblicazioni
Emmanuel Rousseau, Bruno Martin e Etienne Martin, Saints et Bienheureux de l'Ordre de Malte [Santi e Benedetti dell'Ordine di Malta], Association française des membres de l'Ordre Souverain de Malte, 2014.